# Képes Filmhíradó
A Képes Filmhíradó a MOKÉP tájékoztatójaként jelent meg, havi gyakorisággal, 1964 március és 1976 augusztus között. Alcíme A MOKÉP képes film híradója. ISSN 0200-3279.